# Щелкун точечно-полосатый
Щелкун точечно-полосатый (лат. Melanotus punctolineatus) — локальный вид жуков-щелкунов средних размеров.

## Описание
Жук длиной от 11 до 16 мм. Тело однотонное — чёрное. Усики и лапки чёрного цвета. Продольные ямковые линии надкрылий явные и протягиваются поперёк всего надкрылья. Надкрылья и переднеспинка плотно покрыты мелкой коричневой ворсинкой.